# Archidiecezja mariborska

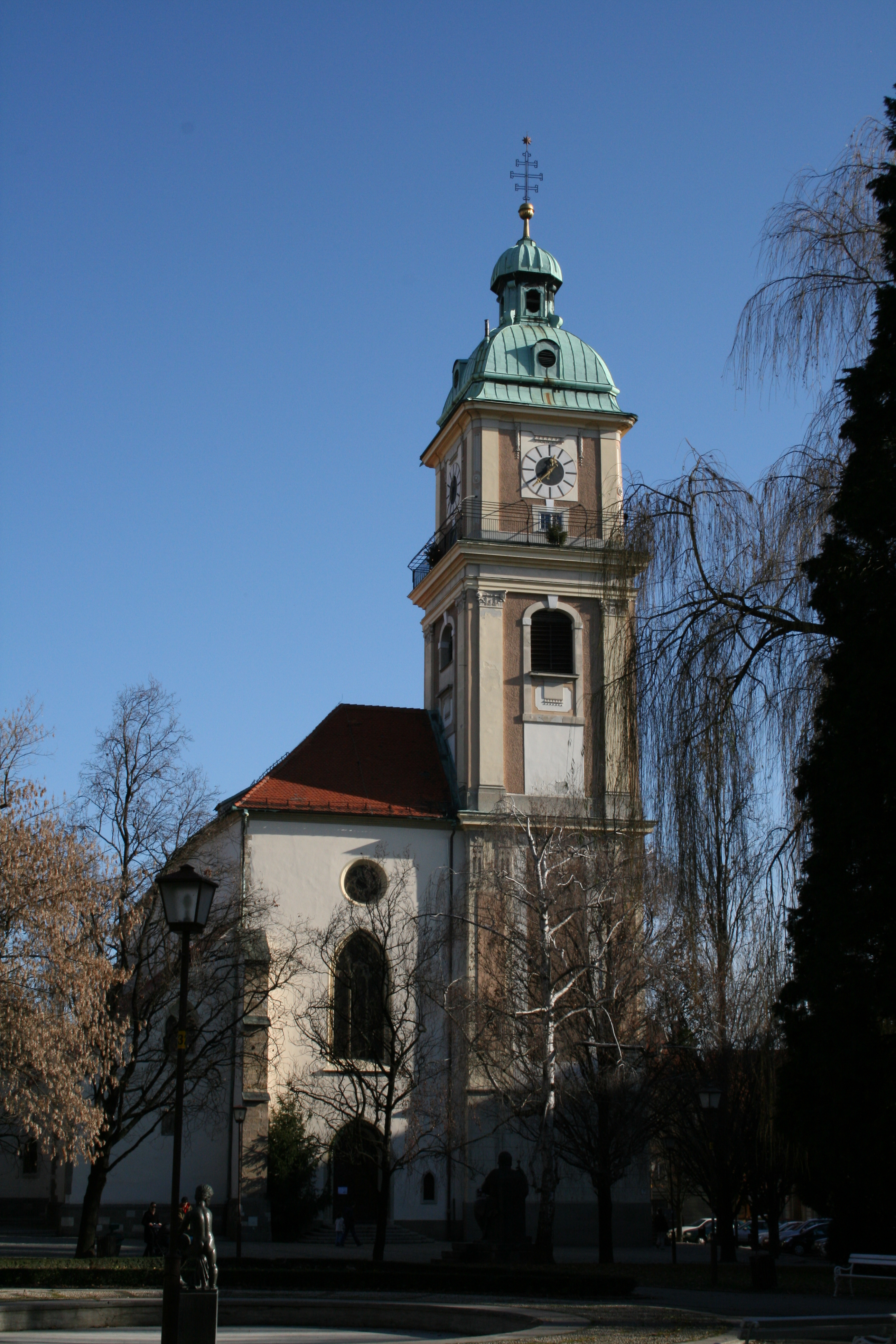
Katedra św. Jana Chrzciciela w Mariborze

Archidiecezja mariborska (łac. Archidioecesis Mariborensis, słoweń. Nadškofija Maribor) – katolicka archidiecezja słoweńska położona we wschodniej części kraju. Siedziba arcybiskupa znajduje się w katedrze św. Jana Chrzciciela w Mariborze.

## Historia
Pierwsze biskupstwo na terenie dzisiejszej archidiecezji mariborskiej powstało 10 maja 1228 w Lavanttal, z inicjatywy arcybiskupa salzburskiego Eberharda II. Weszło ono w skład metropolii salzburskiej.
Nowo powstała diecezja początkowo składała się z 7 parafii. Za panowania cesarza Józefa II Habsburga została ona poszerzona o kolejne parafie: Völkermarkt w Karyntii i Celje w Styrii. Parafie położone na północ od rzeki Drawy zostały przyłączone do nowo powstałej diecezji Graz-Seckau.
W 1859 diecezja lawancka została poszerzona o parafie karynckie, należące poprzednio do diecezji Gurk. Po zakończeniu I wojny światowej cały obszar biskupstwa znalazł się w Królestwie Serbów, Chorwatów i Słoweńców, spowodowało to wyłączenie diecezji ze struktur metropolii salzburskiej i przyłączenie jej do metropolii zagrzebskiej 1 maja 1924.
5 marca 1962 diecezja lawancka została przemianowana na diecezję mariborską i 22 listopada 1968 stała się sufraganią lublańskiej. 7 kwietnia 2006 papież Benedykt XVI podniósł diecezję mariborską do rangi archidiecezji oraz metropolii na mocy konstytucji apostolskiej Sacrorum Antistites, przydzielając jej jako sufraganie biskupstwa w Celje i Murskiej Sobocie.

## Biskupi
- Biskup diecezjalny – Alojzij Cvikl
- arcybiskup senior – abp Franc Kramberger
- arcybiskup senior – abp Marjan Turnšek

## Główne świątynie[1]
- Katedra św. Jana Chrzciciela w Mariborze
- Kościół św. Jerzego w Ptuju, była katedra
- Bazylika Wniebowziętej NMP Matki Miłosierdzia w Mariborze
- Bazylika Matki Bożej w Brestanicy
- Bazylika Nawiedzenia Marii w Petrovče pri Celju